# Стадіон СНП
Стадіон СНП (словац. Štadión SNP) або Національний атлетичний стадіон (словац. Národný Atletický Štadión) — багатофункціональний стадіон у місті Банська Бистриця в Словаччині. Є домашньою ареною футбольного клубу «Дукла» (Банська Бистриця). На стадіоні також можна проводити легкоатлетичні змагання.

## Історія

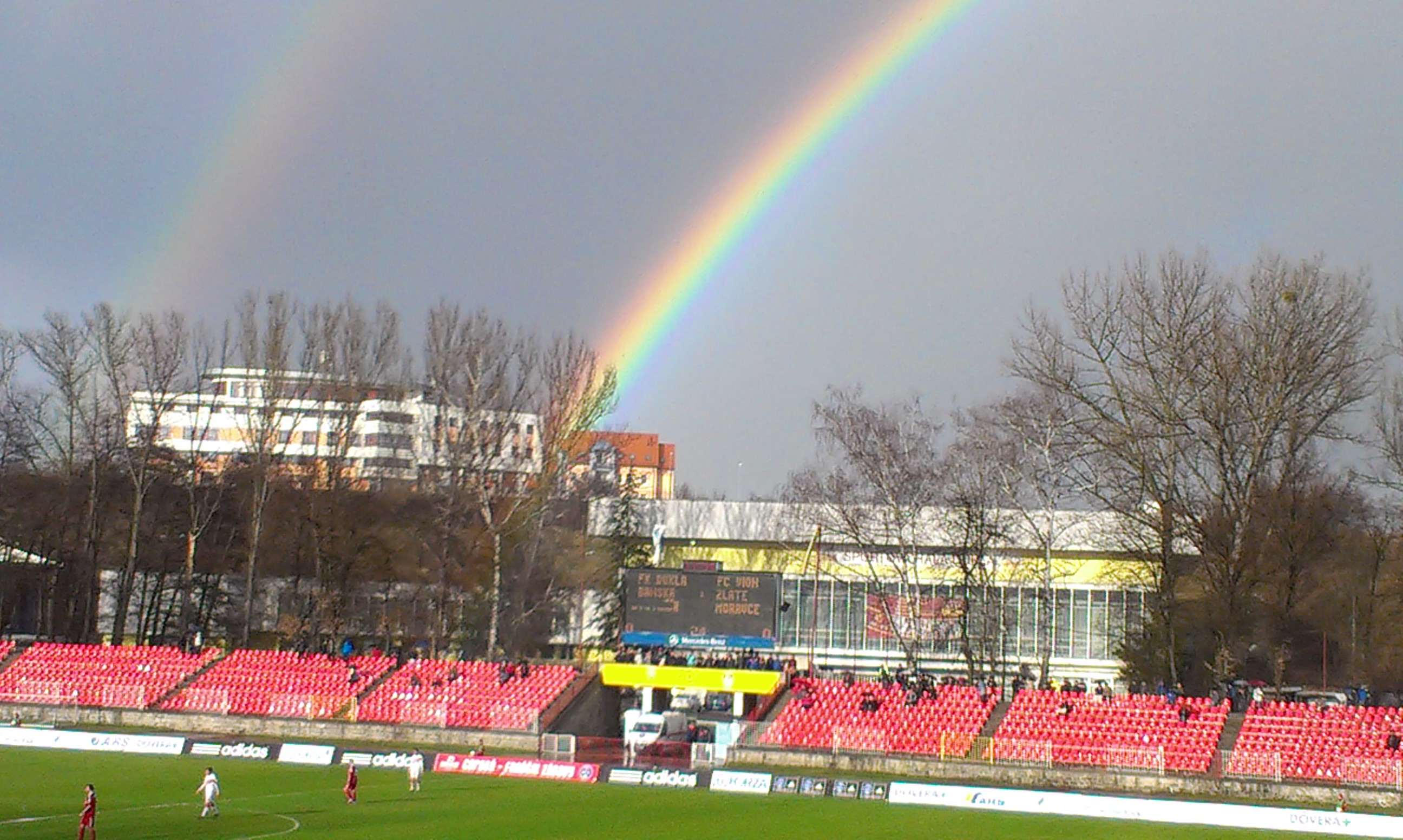
Стадіон до реконструкції. 2013 рік.

Будівництво стадіону почалося в 1957 році і зайняло два роки. Його було відкрито в 1959 році, на 15-ту річницю Словацького національного повстання (СНП), на честь якого і отримав назву.
У суботу, 5 жовтня 2019 року, «Дукла» попрощалася зі старим стадіоном СНП. Матч проти «Дубниці-над-Вагом» (3:3) був останнім матчем на старому стадіоні, який очікував на реконструкцію та перетворення на національний легкоатлетичний стадіон.
Відкриття оновленого стадіону відбулося 5 жовтня 2021 року. Новий стадіон розрахований на понад 7 тис. місць (замість запланованих 4 тис.), у тому числі 30 місць для маломобільних людей. Загалом реконструкція коштувала 14 106 287,60 євро.
Наступного року на стадіоні пройшли три матчі групового етапу юнацького чемпіонату Європи 2022 року серед юнаків до 19 років.